# Edward Poynings

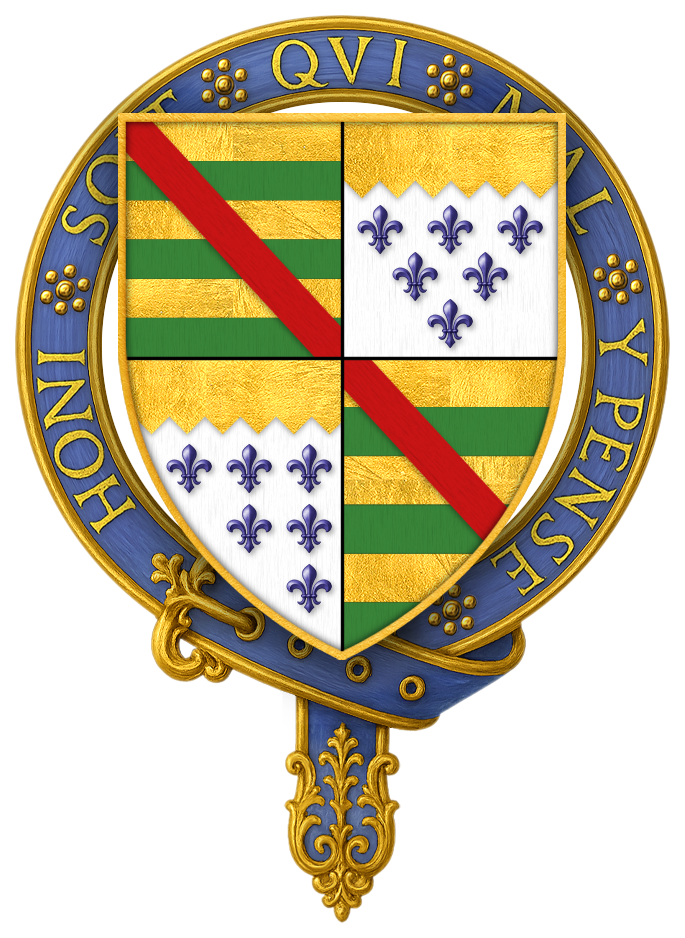
Sir Edward Poynings vapen.

Edward Poynings, född 1459, död 22 oktober 1521 i Westenhanger, var en engelsk statsman. 
Poynings deltog i Henrik Tudors härnadståg mot Rikard III och var därefter en av den nye kungens mest anlitade medhjälpare. År 1493 var han guvernör i Calais och 1494–1496 som lord deputy styresman över Irland, där han med kraft stadgade det engelska väldet och bland annat genom den så kallade Poynings lag av 1494 gjorde Irlands lagstiftning fullständigt beroende av den engelska. Poynings användes även sedermera ofta i militära och diplomatiska uppdrag av Henrik VII och Henrik VIII.